# Sarina Wiegmanová
Sarina Petronella Wiegmanová OON CBE (také Sarina Wiegmanová-Glotzbachová; 26. října 1969) je fotbalová trenérka a bývalá fotbalistka, která od roku 2021 trénuje anglickou reprezentaci. Hrála jako záložník nebo obránce.
Při studiích na University of North Carolina hrála za tým North Carolina Tar Heels, po návratu do Nizozemska hrála za Ter Leede, pracovala jako učitelka tělesné výchovy. S Ter Leede vyhrála ligu a pohár. V letech 1987–2001 byla reprezentantkou Nizozemska. Za reprezentaci odehrála 104 zápasů, z toho 5 ale bylo proti soupeřům, kteří nebyli členy FIFA. V roce 2003 ukončila kariéru. Začala trénovat Ter Leede a poté ADO Den Haag. V roce 2014 se stala asistentkou trenéra nizozemské ženské reprezentace. V roce 2016 získala plnou licenci a stala se první ženou, která trénovala profesionální nizozemský tým.
Jako trenérka nizozemské ženské reprezentace vyhrála Mistrovství Evropy ve fotbale žen 2017. O dva roky později hrála finále Mistrovství světa ve fotbale žen 2019. V srpnu 2020 bylo oznámeno, že bude od září 2021 trénovat Anglii. Na Letních olympijských hrách 2020 bylo Nizozemsko vyřazeno ve čtvrtfinále. Jako trenérka Anglie vyhrála Mistrovství Evropy ve fotbale žen 2022 na domácí půdě, šlo o první reprezentační trofej Anglie od Mistrovství světa ve fotbale 1966. V roce 2023 dovedla Anglii do finále Mistrovství světa ve fotbale žen 2023.